# جیمی چو

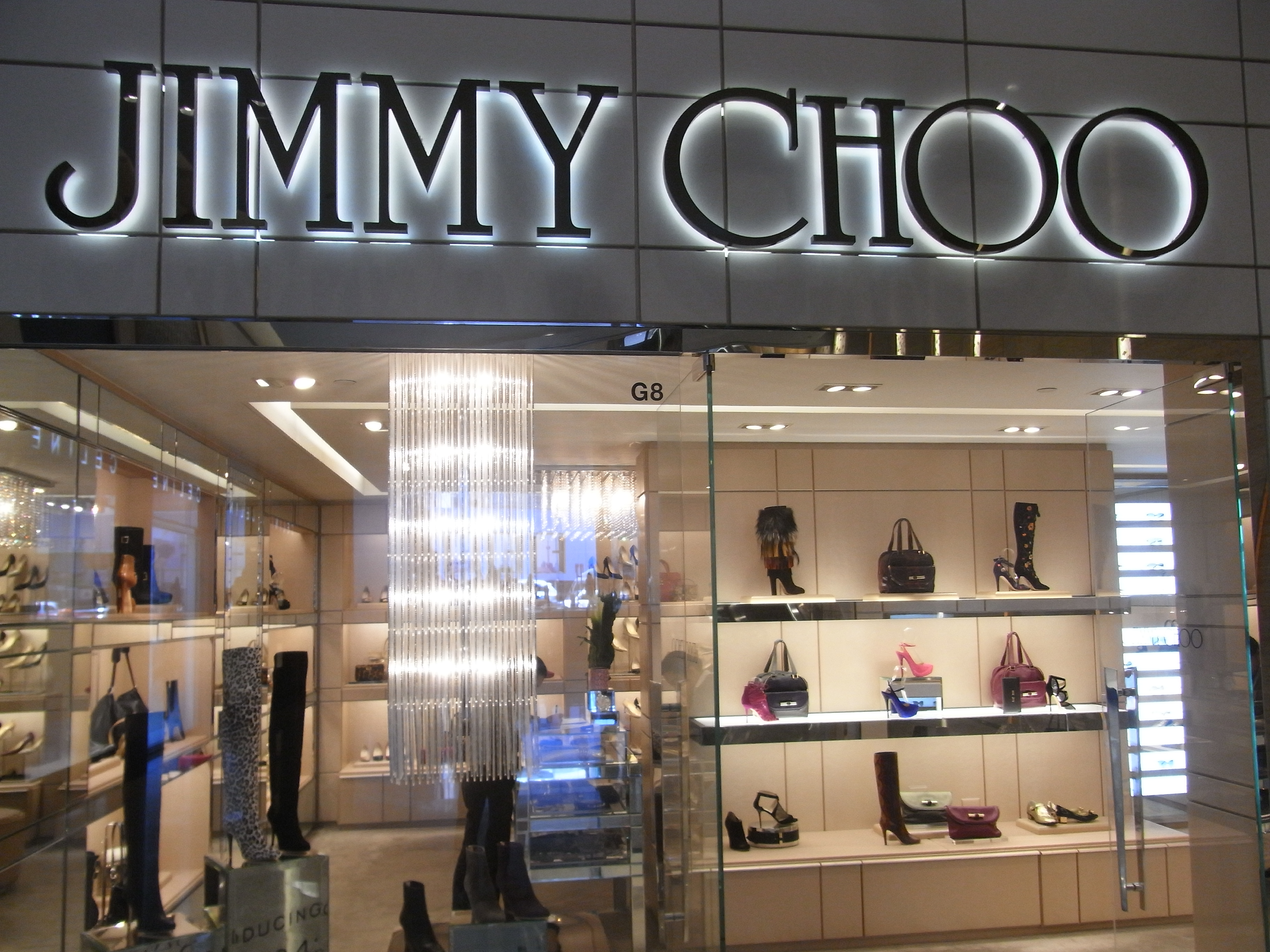
یکی از شعب جیمی چو در هنگ کنگ

جیمی چو (انگلیسی: Jimmy Choo Ltd) شرکت کالای لوکس بریتانیاییاست، که در زمینه طراحی و تولید انواع کفش فعالیت می‌نماید.
شرکت جیمی چو در سال 1996 تأسیس شد که حمایت شده توسط مجله وگ بوده و برند مورد علاقه دایانا، شاهدخت ولز می باشد.